# Alfons Weindorf

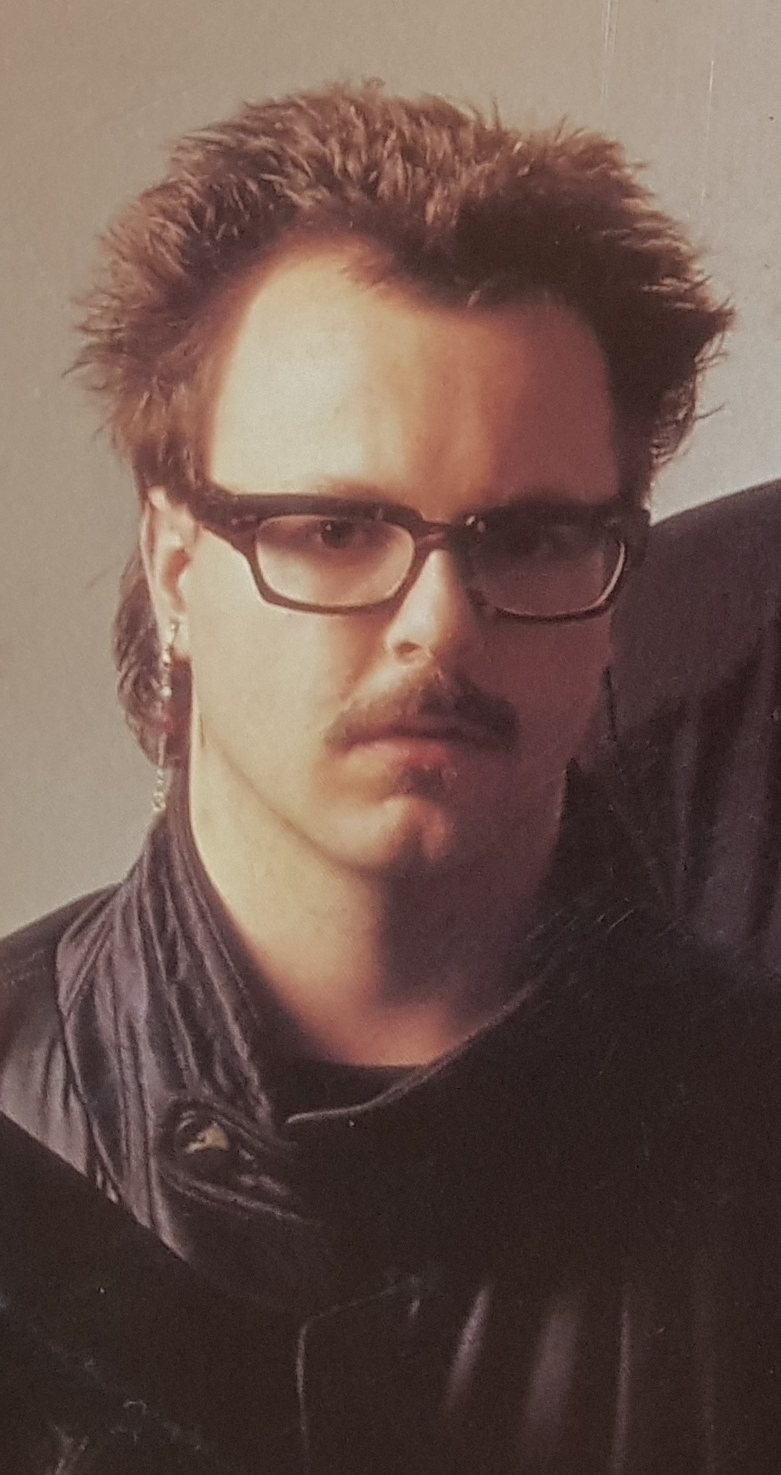
Alfons Weindorf, 1987

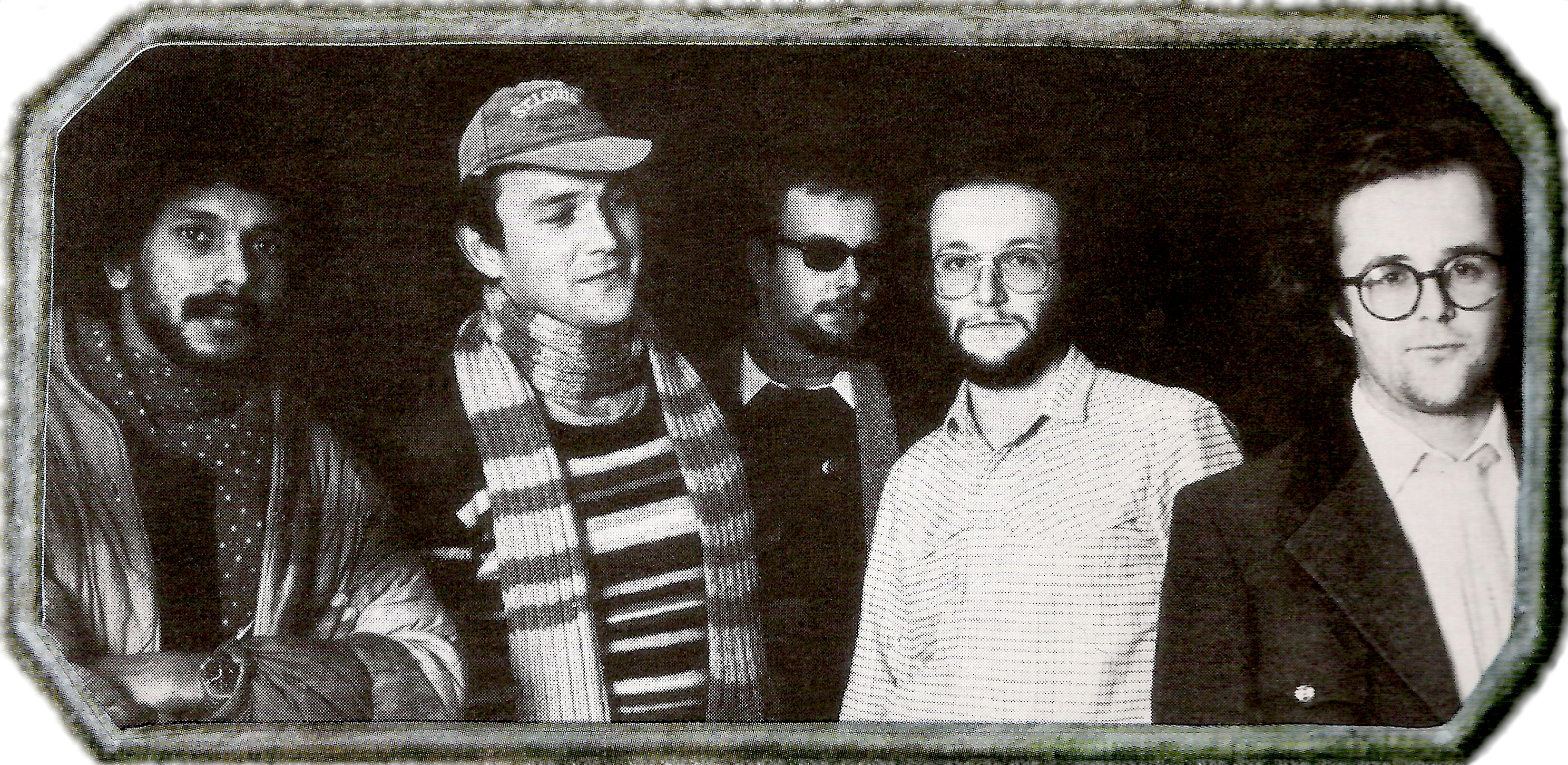
Oktagon 1982
v. l. n. r.: Roykey Wydh, Litschie Hrdlička, Alfons Weindorf, Berthold Weindorf, Hermann Weindorf

Alfons Weindorf (* 18. Mai 1964) ist ein deutscher Musikproduzent, Komponist, Sänger, Verleger und Inhaber des Musiklabels Mandorla Music.
Alfons Weindorf stammt aus Isny im Allgäu. Bereits während des Musikstudiums war er Mitgründer der 1980er-Neo-Klassik-Band Zara-Thustra. Zuvor war er schon als Schlagzeuger bei der Fusion-Band Oktagon auf deren zweitem Album Orientation von 1982 zu hören.
1986 nahm er den Künstlernamen Elvin an und veröffentlichte eine Single im Euro-Disco-Stil, Luggi, Luggi, Ludwig / You Set My Heart on Fire. Ein weiteres Pseudonym unter dem Alfons Weindorf komponiert, arrangiert und produziert hat, war Steve McVine. Ein erster großer Erfolg für Alfons Weindorf war die Zusammenarbeit mit Fancy, der u. a. den Titel Flames of Love interpretierte. Viele weitere Songs im Discobereich folgten sowie ebenso einige Filmmusiken wie z. B. Ein anderes Leben mit Anna Maria Kaufmann zum Tatort „Ausgespielt“ von 1997 oder Serien wie z. B. Blue Blood. Für das Sternstunden-Projekt des Bayerischen Rundfunks schrieb er 2010 die Hymne Hand in Hand, die von verschiedenen Künstlern interpretiert wurde.

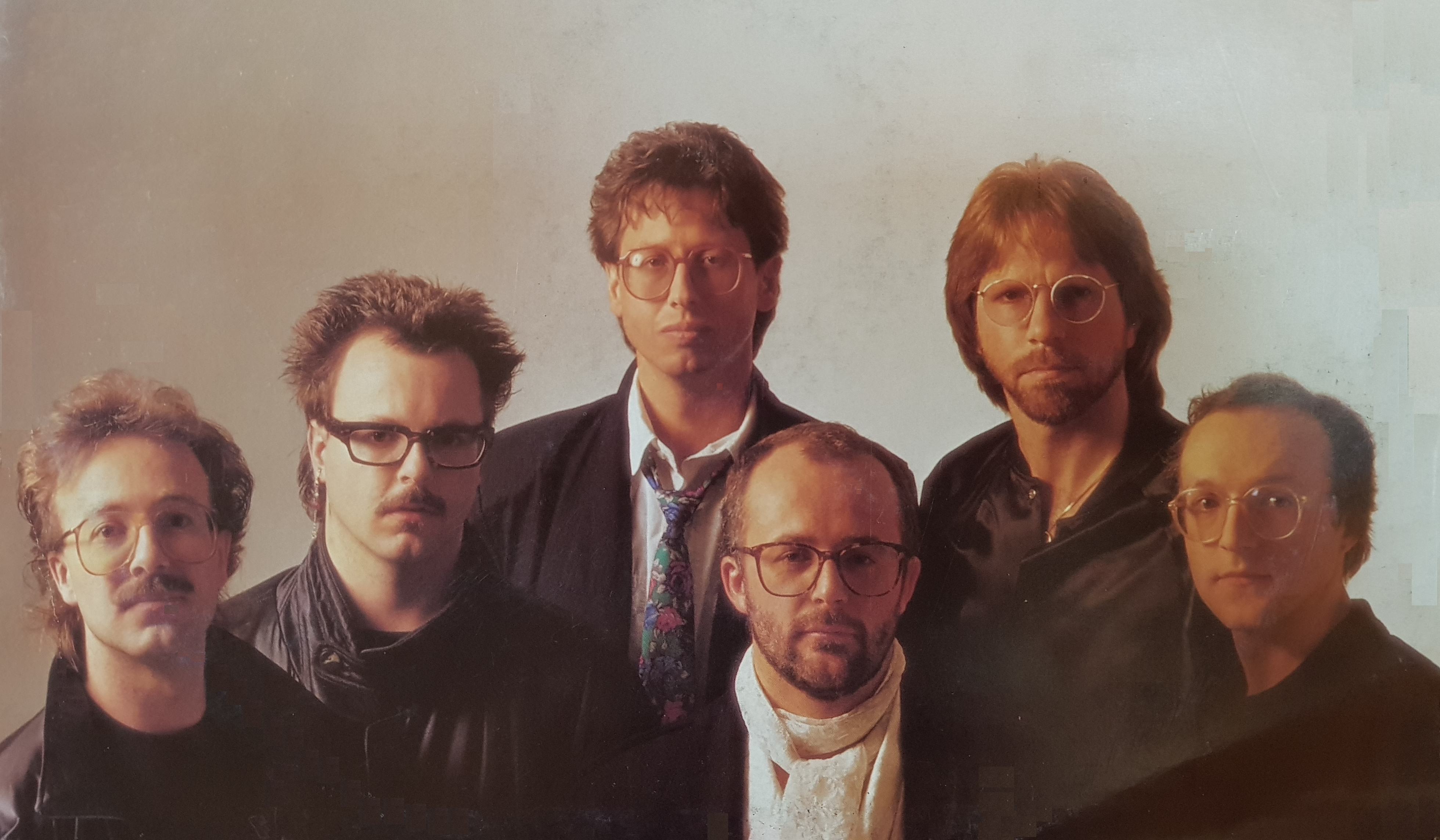
Zara-Thustra 1987
v. l. n. r.: Clemens Weindorf, Alfons Weindorf, Max Spenger, Hermann Weindorf, Walter Schwarz, Berthold Weindorf

Ein Album, Expectations – A Contemporary Flight of Imaginations, veröffentlichte Alfons Weindorf zusammen mit Curtis Briggs 1988. Dieses Instrumentalprojekt wurde als „Kreative Industriemusik für audiovisuelle Effekte“ bezeichnet. Ein zweites Instrumentalalbum von Weindorf und Briggs erschien 1989 unter dem Titel California / Expectations.
1990 war er Gründer und Frontmann der Gruppe Atlantis 2000, die sich um die Teilnahme als Vertreter Deutschlands beim Eurovision Song Contest in Rom bewarb. Die Gruppe gewann mit Dieser Traum darf niemals sterben den Grand-Prix-Vorentscheid in Deutschland, erreichte beim Eurovision Song Contest 1991 in Rom den 18. Platz. Auch der österreichische Grand-Prix Beitrag von 1994 Für den Frieden der Welt stammt aus seiner Feder und wurde von Petra Frey interpretiert.
Weitere große Erfolge für ihn waren die Alben mit Brunner & Brunner, Semino Rossi und Hansi Hinterseer.
Alfons Weindorf arbeitet seitdem als Komponist und Produzent für zahllose internationale und nationale Künstler wie: 3Deep, Al Bano Carisi, Albin Berger, Alexandra Lexer, Alpin KG, Andrea Jürgens, Andreas, Andy Borg, Angela Wiedl, Angelika Milster, Axel Becker, Bellamy Brothers, Bernhard Brink, Bernie Paul, Carrière, Christoff, Christopher Barker, Daniela de Santos, David Hasselhoff, Den Harrow, Die Paldauer, Dschinghis Khan, Eva Kaufmann, Eva Maria, Francine Jordi, Gaby Albrecht, George Baker, German Tenors, Glenn Yarbrough, Heino, Hildegard Knef, Nicole, Henk van Daam, Ira Losco, Ireen Sheer, Isabel Varell, Jan Smit, Jonny Hill, Karel Gott, Kastelruther Spatzen, Kurt Elsasser, Linda Feller, Linda Jo Rizzo, London Philharmonic Orchestra, Los Paraguayos, Marianne und Michael, Martha Sánchez, Mayana, Michael Morgan, Miquel Brown, Monika Martin, Moonbeats, Nockalm Quintett, Olaf Berger, Oliver Haidt, Oswald Sattler, Patrick Lindner, Peggy March, Pet Shop Boys, Piet Veerman, Reiner Kirsten, Roland Kaiser, Rosanna Rocci, Saragossa Band, Sigrid & Marina, Simone, Stephanie, Tanzpalais, Tops, Udo Wenders, Vivian Lindt, Walter Scholz, Wind und viele mehr.
Er lebt und arbeitet in München.

## Diskografie
- 1988: Expectations – A Contemporary Flight of Imaginations
- 1989: California / Expectations